# توم شامبرز
توم شامبرز (بالإنجليزية: Tom Chambers)‏ هو ممثل بريطاني، ولد في 22 مايو 1977 في المملكة المتحدة.

## وصلات خارجية
- توم شامبرز على موقع IMDb (الإنجليزية)
- توم شامبرز على موقع قاعدة بيانات الفيلم (الإنجليزية)